# Chrysometa alajuela
Chrysometa alajuela là một loài nhện trong họ Tetragnathidae.
Loài này thuộc chi Chrysometa. Chrysometa alajuela được Herbert W. Levi miêu tả năm 1986.